# Bareilly (district)
Bareilly is een district van de Indiase staat Uttar Pradesh. Het district telt 3.598.701 inwoners (2001), in 2011 was het inwonertal gestegen tot 4.448.359. Het district heeft een oppervlakte van 4120 km².
Het district Bareilly maakt deel uit van de gelijknamige divisie. De hoofdstad is Bareilly. Andere plaatsen binnen het district zijn onder meer Faridpur, Nawabganj, Baheri en Aonla. In het noorden grenst het district aan de staat Uttarakhand.
Hoofdstad: Lucknow
Districten:
Divisie Agra: Agra · Firozabad · Mainpuri · Mathura
Divisie Aligarh: Aligarh · Etah · Hathras · Kasganj
Divisie Ayodhya (Faizabad): Ambedkar Nagar · Amethi · Ayodhya (Faizabad) · Barabanki · Sultanpur
Divisie Azamgarh: Azamgarh · Ballia · Mau
Divisie Bareilly: Bareilly · Budaun · Pilibhit · Shahjahanpur
Divisie Basti: Basti · Sant Kabir Nagar · Siddharthnagar
Divisie Benares (Varanasi): Benares (Varanasi) · Chandauli · Ghazipur · Jaunpur
Divisie Chitrakoot: Banda · Chitrakoot · Hamirpur · Mahoba
Divisie Devipatan: Bahraich · Balrampur · Gonda · Shravasti
Divisie Gorakhpur: Deoria · Gorakhpur · Kushinagar · Maharajganj
Divisie Jhansi: Jalaun · Jhansi · Lalitpur
Divisie Kanpur: Auraiya · Etawah · Farrukhabad · Kannauj · Kanpur Dehat · Kanpur Nagar
Divisie Lucknow: Hardoi · Lakhimpur Kheri · Lucknow · Raebareli · Sitapur · Unnao
Divisie Meerut: Bagpat · Bulandshahr · Gautam Buddha Nagar · Ghaziabad · Hapur · Meerut
Divisie Mirzapur: Bhadohi · Mirzapur · Sonbhadra
Divisie Moradabad: Amroha · Bijnor · Moradabad · Rampur · Sambhal
Divisie Prayagraj (Allahabad): Fatehpur · Kaushambi · Pratapgarh · Prayagraj (Allahabad)
Divisie Saharanpur: Muzaffarnagar · Saharanpur · Shamli